# Croix de cimetière de Saint-Méen-le-Grand
La croix de cimetière dite croix de l'Abbaye est une croix monumentale située dans l'abbaye de Saint-Méen de Saint-Méen-le-Grand, dans le département français d'Ille-et-Vilaine, région Bretagne.

## Localisation
Elle était située au début de la rue Révérend-Père-Janvier. Elle a été déplacée entre 2008 et 2016.

## Historique
La croix date du XVe siècle et fait l’objet d’un classement au titre des monuments historiques depuis le 28 janvier 1908 (l'abbaye est elle-même inscrite depuis 1930 et classée depuis 1990).